# Петроградски съвет
Петроградският съвет на работническите и войнишките депутати (на руски: Петрогра́дский сове́т рабо́чих и солда́тских депута́тов (съкратено Петроградски съвет, Петросъвет) е изборен колегиален орган (градски съвет), сформиран в първите дни на Февруарската революция в Петроград:с. 394 – 5 и претендиращ за ръководство не само в Петроград, но и в цяла Русия. До свикването на I всерусийски конгрес на съветите на работническите и войнишките депутати (3 юни – 24 юни 1917 г.) Петросъветът е център на революционната демокрация в цяла Русия, орган на революционно-демократичната диктатура на пролетариата и селячеството, който се опира на въоръжена сила – работническата милиция и редовните и запасни полкове на Петроградския военен окръг. Заседава в Таврическия дворец и в института Смолни.

## Състав
Депутатите на съвета се избират с явно гласуване, независимо от политическата принадлежност, на събрание на работниците както от големите промишлени предприятия, така и по-малките работилници, и на събрания на войниците от Петроградския гарнизон. В средата на март се състои от 2000 войнишки и 800 работнически депутати. В периода септември – октомври 1917 общият брой на депутатите е намален до 1000 души и съотношението работници войници е изравнено.
Петросъветът се ръководи от Изпълнителен комитет с председател меншевикът Николай Чхеидзе и заместник есерът Александър Керенски:с. 394 – 5

## Дейност
На 1 март 1917 г. Петросъветът издава „Заповед № 1“ за демократизиране на армията, с която войниците получават еднакви граждански права с офицерите и са отменени традиционните форми на армейска субординация. Легализирани са войнишките комитети и е въведена изборност на командирите. Разрешена е политическата дейност в армията. Петроградският гарнизон преминава в подчинение на Петросъвета и е задължен да изпълнява само неговите заповеди.:с. 394 – 5